# Hieracium niveolimbatum
Hieracium niveolimbatum — вид квіткових рослин з родини айстрових (Asteraceae). Вид зростає в Європі: Естонія, Латвія, Литва; це багаторічна рослина.